# Kaleidoscape di Barnum

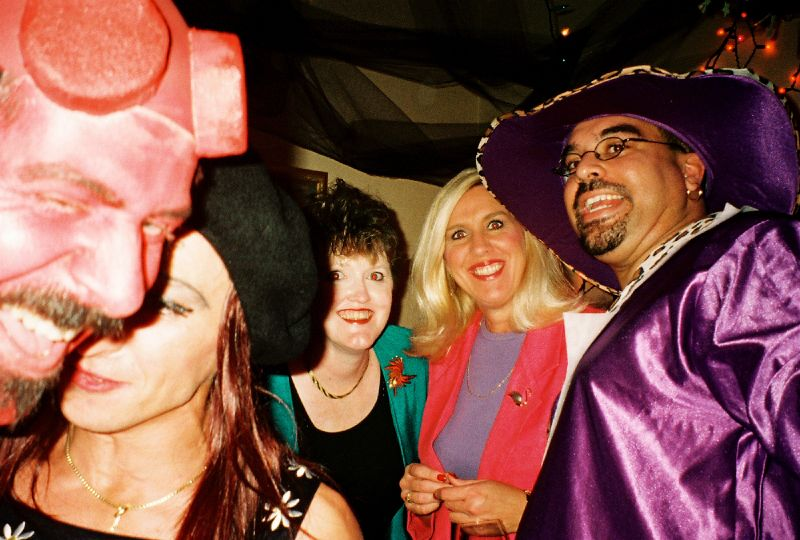
Alcuni artisti del Kaleidoscape ad Atlanta nel 2000

Kaleidoscape di Barnum era uno spettacolo prodotto dalla Ringling Bros. e Barnum & Bailey Circus tra il 1999 e il 2000, il primo organizzato sotto un tendone da circo.
Viene descritto come un ibrido fra circo e teatro, si investirono 10 milioni di dollari e disponeva di sedili in velluto con schienali, pavimenti in legno massello ricoperti di moquette rossa oltre a posti a sedere simili a dei divani.